# 아기와 나 (2017년 영화)
《아기와 나》는 2017년 개봉한 대한민국의 영화이다.

## 줄거리
군대 전역을 앞두고 세상 밖으로 나갈 일이 막막한 도일(이이경). 하는 일도, 특별히 하고 싶은 일도 없는 상황에 덜컥 낳은 아기와 결혼을 약속한 순영(정연주)이 그를 기다리고 있다. 그러던 어느 날, 여자 친구가 사라지고 도일은 남겨진 아기와 함께 그녀를 찾아 숨겨진 진실에 한 발 다가선다.

## 캐스팅
- 이이경 : 도일 역
- 정연주 : 순영 역
- 박순천 : 도일 모 역
- 손예준 : 예준 역
- 오희준 : 정욱 역
- 윤소미 : 혜미 역
- 성도현 : 원일 역
- 조경창 : 문성 역
- 이한익 : 성훈 역
- 박정근 : 용승 역
- 정현송 : 선우 역
- 류경수 : 백현 역
- 지혜찬 : 순영 동생 역
- 추귀정 : 첫째 이모 역
- 안민영 : 둘째 이모 역
- 권오수 : 첫째 이모부 역
- 정인기 : 둘째 이모부 역
- 한일규 : 전도사 역
- 김동원 : 일송 역
- 박명신 : 고시원 주인 역
- 이민아 : 청바지녀 역
- 남연우 : 포르쉐남 역
- 김종구 : 소아과 의사 역
- 차승욱 : 광호 역
- 최미용 : 은지 역
- 이승현 : 승일 역
- 전신환 : 대학병원 의사 역
- 박세준 : 런닝남 역
- 이선민 : 클럽녀 역
- 김창회 : 순경 역
- 권현지 : 원일 아내 역
- 안원진 : 원일 아들 역